# Olga Wassiljewna Schtschutschkina
Olga Wassiljewna Schtschutschkina (russisch Ольга Васильевна Щучкина; * 23. Oktober 1980 in Syktywkar als Olga Rotschewa) ist eine ehemalige russische Skilangläuferin.

## Werdegang
Schtschutschkina startete erstmals im Dezember 2002 im Weltcup. Dabei belegte sie in Davos den 14. Platz mit der Staffel und in Clusone den 37. Rang im Sprint. Ihre ersten Weltcuppunkte holte sie im selben Monat in Linz mit dem 25. Platz im Sprint. Im Februar 2003 gewann sie im Skiathlon in Valdidentro ihr erstes Continental-Cup-Rennen. Im Dezember 2004 kam sie in Davos bei ihren einzigen Teilnahmen im Alpencup auf den zweiten Platz über 5 km klassisch und auf den ersten Platz im 10-km-Massenstartrennen. Zu Beginn der Saison 2007/08 nahm sie erstmals am Eastern Europe Cup teil. Dabei siegte sie in Krasnogorsk über 10 km klassisch. In der Saison 2008/09 holte sie im Eastern Europe Cup zwei Siege und errang zweimal den zweiten Platz. Zum Saisonende wurde sie Zweite in der Gesamtwertung. Zu Beginn der Saison 2009/10 holte sie beim Eastern Europe Cup in Werschina Tjoi vier Siege. Es folgten in Krasnogorsk zweite Plätze im Sprint und über 15 km klassisch. Bei der 2009/10 kam sie bei allen Etappen in die Punkteränge und errang damit den 13. Platz in der Gesamtwertung. Im Januar 2010 erreichte sie in Rybinsk mit dem dritten Platz im Skiathlon ihre einzige Top-Zehn- und Podestplatzierung im Weltcup. Beim Saisonhöhepunkt den Olympischen Winterspielen 2010 in Vancouver belegte sie den 37. Platz im 30-km-Massenstartrennen. Die Saison beendete sie auf dem 36. Platz im Gesamtweltcup und auf dem ersten Rang im Eastern Europe Cup. In der folgenden Saison holte sie im Sprint in Syktywkar ihren achten Sieg im Eastern Europe Cup. Zudem kam sie dort auf den dritten Platz im Skiathlon und belegte zum Saisonende den 11. Platz in der Gesamtwertung. Ihre letzte Saison absolvierte sie 2013/14. Dabei errang sie zwei Top-Zehn-Platzierungen, darunter ein Sieg über 10 km klassisch in Syktywkar und zum Saisonende der 13. Rang in der Gesamtwertung des Eastern Europe Cups.
Ihre Mutter Nina Rotschewa war ebenfalls Skilangläuferin.

## Siege bei Continental-Cup-Rennen
| Nr. | Datum             | Ort            | Disziplin           | Serie              |
| --- | ----------------- | -------------- | ------------------- | ------------------ |
| 1.  | 16. Februar 2003  | Valdidentro    | 10 km Skiathlon     | Continental-Cup    |
| 2.  | 12. Dezember 2004 | Davos          | 10 km Freistil Mst. | Alpencup           |
| 3.  | 20. Dezember 2007 | Krasnogorsk    | 10 km klassisch     | Eastern Europe Cup |
| 4.  | 16. Februar 2009  | Rybinsk        | Sprint Freistil     | Eastern Europe Cup |
| 5.  | 17. Februar 2009  | Rybinsk        | 15 km Skiathlon     | Eastern Europe Cup |
| 6.  | 20. November 2009 | Werschina Tjoi | Sprint klassisch    | Eastern Europe Cup |
| 7.  | 21. November 2009 | Werschina Tjoi | 5 km klassisch      | Eastern Europe Cup |
| 8.  | 23. November 2009 | Werschina Tjoi | Sprint Freistil     | Eastern Europe Cup |
| 9.  | 24. November 2009 | Werschina Tjoi | 10 km Freistil      | Eastern Europe Cup |
| 10. | 23. Februar 2011  | Syktywkar      | Sprint Freistil     | Eastern Europe Cup |
| 11. | 23. Februar 2014  | Syktywkar      | 10 km klassisch     | Eastern Europe Cup |